# Mangueirinha
Mangueirinha est une municipalité brésilienne située dans l'État du Paraná.